# Test Ellswortha-Howarda
Test Ellswortha-Howarda (ang. Ellsworth-Howard test) – badanie stosowane w diagnostyce niedoczynności przytarczyc. Polega na oznaczeniu wydalania cAMP i fosforanów z moczem w warunkach podstawowych i po podaniu parathormonu. Wzrost wydalania cAMP i fosforanów z moczem po PTH wskazuje na niedobór endogennego parathormonu jako przyczynę objawów.